# Corresponsabilidad (Católica)
La Corresponsabilidad Católica es una virtud que se basa en la respuesta agradecida de un discípulo cristiano que reconoce y recibe los dones de Dios y los comparte en amor y justicia con Dios y con el prójimo. Es la espiritualidad de fomentar el dar, la generosidad, y la solidaridad. Es una acción dentro de la iglesia, una pastoral, una estrategia y un proceso que ayuda y enseña a los fieles el modo de ser del discípulo que quiere responder al llamado que Jesús le hace de cómo vivir en plenitud su vocación de ser cristiano. Surge del desafío o misión de hacer fructificar los dones recibidos de Dios.  Así, es una espiritualidad personal tanto como de comunidad. Se relaciona con el Diezmo, pero se considera más completo por considerar la totalidad de lo que uno tiene, no solo el dinero.

## Historia
El Consejo Internacional de Corresponsabilidad Católica (International Catholic Stewardship Council) fue fundada en 1962 bajo el nombre original de Consejo Nacional de Programas de Apoyo Diocesano (National Council for Diocesan Support Programs).
Una persona importante en el crecimiento de esta espiritualidad es el Padre Thomas Mcgread, quien fue nombrado párroco de la parroquia San Francisco de Asís de la Diócesis de Wichita en 1968. Padre Mcgread construyó una parroquia con mucha vida por medio de enseñar a los feligreses a compartir sus dones personales, o como él los clasificó en "tiempo, talento, y tesoro". La Diócesis de Wichita asumió su modelo para toda la diócesis en 1985, un modelo que sigue renovándose. Esta espiritualidad sigue creciendo en conocimiento y uso.
En 1992, los obispos católicos de los Estados Unidos publicaron su carta pastoral acerca de la corresponsabilidad, "Corresponsabilidad: Respuesta de un Discípulo".

## Corresponsabilidad en la vida personal
La corresponsabilidad se reflexiona especialmente en el uso responsable de los dones de tiempo o, talento, y tesoro. Responsabilidad compartida con otra u otras personas.

## Corresponsabilidad en la Parroquia
La Transparencia (economía) en la rendición de cuentas constante es fundamental para una buena administración. Esfuerzos de administración de la parroquia requieren un compromiso visible con la rendición de cuentas para toda la gama de actividades de la parroquia - de la manera en que se toman las decisiones y se llevan a cabo por personal de la parroquia a la forma en que se recogen los recursos, gestionados y utilizados para cambiar vidas.

## Corresponsabilidad en la Biblia
La corresponsabilidad es un concepto bíblico. 

### Antiguo Testamento
Deutoronomio 26:1,4 "Cuando entres en la tierra que Yahvé tu Dios te da en herencia, cuando la poseas y habites en ella, tomarás las primicias de todos los frutos de la tierra que coseches en la tierra que Yahvé tu Dios te da, las pondrás en una cesta y las llevarás al lugar elegido por Yahvé tu Dios para poner allí la morada de su nombre. Te presentarás al sacerdote que esté entonces allí y le dirás: ‘Yo declaro hoy a Yahvé mi Dios que he entrado en la tierra que Yahvé juró a nuestros padres que nos daría.’ El sacerdote tomará de tu mano la cesta y la depositará ante el altar de Yahvé tu Dios".

### Nuevo Testamento
Mateo 25:14,30 “Es también como un hombre que, al ausentarse, llamó a sus servos y les encomendó su hacienda: a uno dio cinco talentos, a otro dos y a otro uno, a cada cual según su capacidad; y se ausentó. Enseguida, el que había recibido cinco talentos se puso a negociar con ellos y ganó otros cinco. Igualmente el que había recibido dos ganó otros dos. En cambio el que había recibido uno se fue, cavó un hoyo en tierra y escondió el dinero de su señor. Al cabo de mucho tiempo, vuelve el señor de aquellos siervos y les pide cuentas. Acercándose el que había recibido cinco talentos, presentó otros cinco, diciendo: ‘Señor, cinco talentos me entregaste; aquí tienes otros cinco que he ganado.’ Su señor le dijo: ‘¡Bien, siervo bueno y fiel!; en lo poco has sido fiel, al frente de lo mucho te pondré; entra en el gozo de tu señor.’ Acercándose también el de los dos talentos dijo: ‘Señor, dos talentos me entregaste; aquí tienes otros dos que he ganado.’ Su señor le dijo: ‘¡Bien, siervo bueno y fiel!; en lo poco has sido fiel, al frente de lo mucho te pondré; entra en el gozo de tu señor.’ Acercándose también el que había recibido un talento dijo: “Señor, sé que eres un hombre duro, que cosechas donde no sembraste y rocoges donde no esparciste. Por eso me dio miedo, y fui y escondí en tierra tu talento. Mira, aquí tienes lo que es tuyo.’ Mas su señor le respondió: ‘Siervo malo y perezoso, sabías que yo cosecho donde no sembré y recojo donde no esparcí; debías, pues, haber entregado mi dinero a los banqueros, y así, al volver yo, habría cobrado lo mío con los intereses. Quítenle, por tanto, el talento y dénselo al que tiene los diez talentos. Porque a todo el que tiene, se le dará y le sobrará; pero al que no tiene, aun lo que tiene se le quitará. Y al siervo inútil, échenlo a las tinieblas de afuera. Allí será el llanto y el rechinar de dientes”.
Hebreos 13:16 "No descuiden la beneficencia y la comunión de bienes; ésos son los sacrificios que agradan a Dios". 
1 Pedro 4:8,10 "Ante todo, tengan entre ustedes intenso amor, pues el amor cubre multitud de pecados. Sean hospitalarios unos con otros sin murmurar. Que cada cual ponga al servicio de los demás la gracia que ha recibido, como buenos administradores de las diversas gracias de Dios". 
1 Juan 3:17,18 "Si alguno que posee bienes del mundo, ve a su hermano que está necesitado y le cierra sus entrañas, ¿cómo puede permanecer en él el amor de Dios? Hijos míos, no amemos de palabra, ni con la boca, sino con obras y según la verdad".

## Corresponsabilidad en el catecismo de la Iglesia católica
En el Catecismo de la Iglesia católica solo se usa la palabra “corresponsabilidad” en el contexto de los “Deberes de los ciudadanos”:
La sumisión a la autoridad y la corresponsabilidad en el bien común exigen moralmente el pago de los impuestos, el ejercicio del derecho al voto, la defensa del país.
También, se usa la palabra “administrador” en el sentido de discípulo corresponsable.
En el plan de Dios, el hombre y la mujer están llamados a "someter" la tierra (Gn 1,28) como "administradores" de Dios.
El cristiano es un administrador de los bienes del Señor (Cf. Lc 16, 1, 3).
Somos administradores y no propietarios de la vida que Dios nos ha confiado. No disponemos de ella.
La propiedad de un bien hace de su dueño un administrador de la providencia para hacerlo fructificar y comunicar sus beneficios a otros, ante todo a sus próximos.

## Corresponsabilidad en los Estados Unidos
En 1992, la Carta Pastoral de Obispos de EE. UU., "Corresponsabilidad: Respuesta de un Discípulo" fue publicado. Esta carta pastoral aceleró lo que ya era un movimiento de Corresponsabilidad a un crecimiento rápido entre los católicos estados unidenses. Según los Obispos de EE. UU., es: “Una persona que recibe los dones de Dios con gratitud, los aprecia y los cuida de manera responsable y moderada, los comparte en justicia y amor con los demás, y se los devuelve al Señor con creces”.
Algunos pensaban que era extraño que esta carta pastoral no dijo nada sobre el dinero. En cambio, los obispos pidieron a los católicos vivir sus vidas como discípulos de Cristo, y al hacerlo:
• Ser buenos corresponsables de la creación.
• Ser buenos corresponsables de la Iglesia. Esto implica el dar de tiempo, talento y tesoro para la Iglesia local.
• Ser buenos corresponsables de la vocación, es decir, para hacer el mejor uso de los talentos dados por Dios.

## Corresponsabilidad en CELAM
La V Conferencia General del Episcopado Latinoamericano y del Caribe habla también de la importancia que tiene la Corresponsabilidad para la vida de la Iglesia.
"Los discípulos y misioneros de Cristo promueven una cultura del compartir en todos los niveles en contraposición de la cultura dominante de acumulación egoísta, asumiendo con seriedad la virtud de la pobreza como estilo de vida sobrio para ir al encuentro y ayudar a las necesidades de los hermanos que viven en la indigencia".
"Cada bautizado, en efecto, es portador de dones que debe desarrollar en unidad y complementariedad con los de los otros, a fin de formar el único Cuerpo de Cristo, entregado para la vida del mundo. […] Cada comunidad está llamada a descubrir e integrar los talentos escondidos y silenciosos que el Espíritu regala a los fieles".
"Es necesario que nuestros fieles se sientan realmente miembros de una comunidad eclesial y corresponsables en su desarrollo".